# خمبهات
خمبهات هي مدينة تقع في ولاية كجرات،الهند.